# Dov Judkovski
Dov Judkovski (hebrejsky דב יודקובסקי‎; 24. března 1923 Varšava, Polsko – 28. prosince 2010) byl izraelský novinář, který významně ovlivnil podobu deníků Jedi'ot achronot a Ma'ariv.
Narodil se roku 1923 ve Varšavě, roku 1924 se přestěhoval s rodinou do Belgie, roku 1940 do Francie. Roku 1942 byl zatčen vichistickým režimem a pak deportován do koncentračního tábora Osvětim. Roku 1945 byl osvobozen, vrátil se do Francie a Belgie, pak přesídlil do Izraele. Studoval filozofii, mezinárodní vztahy a francouzštinu na Hebrejské univerzitě.
V letech 1946–1947 začal pracovat pro deník Jedi'ot achronot, který patřil jeho příbuznému, bohatému obchodníkovi Jehudovi Mozesovi. V této redakci působil v obleženém Jeruzalémě i během první arabsko-izraelské války v roce 1948.
V roce 1948 došlo v redakci Jedi'ot achronot k rozkolu. Šéfredaktor Azri'el Carlebach odešel s desítkami dalších novinářů a založil nový večerník Ma'ariv. V následujících letech dokázal Jehuda Mozes ve spolupráci s Dovem Judkovskim překonat obtíže spojené s rozkladem redakce a uhájil existenci listu. Roku 1950 se stal Dov Judkovski redaktorem Jedi'ot achronot v Tel Avivu, od roku 1953 pak zastával v tomto listu pozici výkonného editora, kde působil po následujících několik desítek let. Ještě v 50. letech 20. století Ma'ariv jednoznačně dominoval izraelskému mediálnímu trhu, zatímco Jedi'ot achronot měl daleko menší náklad a byl považován za neseriózní. To se ale postupně začalo měnit. Jedi'ot achronot byl například prvním deníkem v Izraeli, který začal otiskovat pravidelnou sportovní přílohu a nedělní rozšířené sportovní zpravodajství, čímž přispěl k zániku specializovaného sportovního listu Chadašot sport. Dov Judkovski také vsadil na rostoucí deziluzi čtenářů vůči stranickému tisku a profiloval Jedi'ot achronot jako důsledně nestranické periodikum. Zároveň začal nabízet kvalitním novinářům mimořádně vysoké platy. Během 60. let 20. století se tak náklad Jedi'ot achronot začal přibližovat Ma'arivu a v 70. letech se Jedi'ot achronot stal nejčtenějším listem v zemi. V 80. letech 20. století začal deník vydávat i regionální listy a roku 1984 také jako první přišel s barevným tiskem. V 80. letech rovněž list opustil svůj původní model večerníku a přešel na standardní ranní distribuci.
V letech 1986–1989 Dov Judkovski zastával post šéfredaktora. Odešel kvůli neshodám mezi vlastníky. V letech 1991–1992 krátce působil jako editor v Ma'arivu. V roce 2000 mu byl udělena Sokolovova cena, v roce 2002 Izraelská cena. Zemřel 28. prosince 2010.